# Spirostreptus andersoni
Spirostreptus andersoni är en mångfotingart som beskrevs av Pocock 1889. Spirostreptus andersoni ingår i släktet Spirostreptus och familjen Spirostreptidae. Inga underarter finns listade i Catalogue of Life.